# Randfontein (gmina)
Randfontein – gmina w Republice Południowej Afryki, w prowincji Gauteng, w dystrykcie West Rand. Siedzibą administracyjną gminy jest Randfontein.